# Rochester (Pennsylvania)
Rochester is een plaats (borough) in de Amerikaanse staat Pennsylvania, en valt bestuurlijk gezien onder Beaver County.

## Demografie
Bij de volkstelling in 2000 werd het aantal inwoners vastgesteld op 4014.
In 2006 is het aantal inwoners door het United States Census Bureau geschat op 3751, een daling van 263 (-6.6%).

## Geografie
Volgens het United States Census Bureau beslaat de plaats een oppervlakte van
1,8 km², waarvan 1,5 km² land en 0,3 km² water.

## Plaatsen in de nabije omgeving
De onderstaande figuur toont nabijgelegen plaatsen in een straal van 4 km rond Rochester.

## Geboren
- Oliver Shallenberger (7 mei 1860), uitvinder
- Lauryn Williams (11 september 1983), sprintster